# Sphenomorphus modiglianii
Sphenomorphus modiglianii — вид сцинкоподібних ящірок родини сцинкових (Scincidae). Ендемік Індонезії.

## Поширення і екологія
Sphenomorphus modiglianii мешкають на островах Сіпора і Південний Пагай в архіпелзі Ментавайських островів. Вони живуть у вологих рівнинних тропічних лісах, на висоті до 129 м над рівнем моря.

## Збереження
МСОП класифікує цей вид як такий, що перебуває на межі зникнення. Sphenomorphus modiglianii загрожує знищення природного середовища.